# Tom Sturridge
Thomas Sidney Jerome Sturridge, detto Tom (Londra, 5 dicembre 1985), è un attore britannico, noto per i suoi ruoli in The Sandman, La diva Julia - Being Julia, Symbiosis - Uniti per la morte, I Love Radio Rock e On the Road.

## Biografia
È figlio del regista Charles Sturridge e dell'attrice Phoebe Nicholls; è nipote dell'attore Anthony Nicholls e dell'attrice Faith Kent. È il primogenito di tre figli: i suoi fratelli più giovani sono Arthur e Matilda. Anche Matilda è un'attrice, e il fratello Arthur è stato un membro del cast originale dello sketch School of Comedy, andato in onda nell'emittente televisiva britannica E4 dopo il successo al Fringe Festival di Edimburgo. Tom Sturridge ha frequentato il Winchester College, ma presto abbandonò gli studi.
I fratelli Arthur e Matilda invece hanno studiato nell'Harrodian School, stessa scuola di Robert Pattinson, che è diventato un caro amico di Tom.
Sturridge debuttò nel mondo dello spettacolo come attore da bambino nel 1996 nell'adattamento televisivo de I viaggi di Gulliver, diretto da suo padre e co-interpretato dalla madre. Nel 2004 ha recitato nei film La fiera della vanità e La diva Julia - Being Julia. Nel 2006 ha interpretato il ruolo di Nigel nel thriller psicologico Symbiosis - Uniti per la morte. Inizialmente è stato proposto come protagonista per il film di fantascienza Jumper - Senza confini, uscito nel 2008. Tuttavia i produttori della New Regency e della 20th Century Fox, per non rischiare di spendere oltre 100 milioni di dollari per un film interpretato da un attore poco noto, hanno deciso di optare per l'attore canadese Hayden Christensen, più conosciuto di Tom.
Nel 2009 ha recitato nei panni di Carl, uno dei personaggi principali, nella commedia I Love Radio Rock, diretta da Richard Curtis, accanto a Bill Nighy, Rhys Ifans e Philip Seymour Hoffman. Nel settembre del 2009 debuttò in teatro con Punk Rock, una nuova commedia di Simon Stephens al Lyric Hammersmith Theatre di Londra. Grazie a questa performance è stato nominato miglior attore emergente nel 2009 all'Evening Standard Theatre Awards.
Sempre nel 2009 ha ottenuto il Critics' Circle Theatre Award nella stessa categoria.
Ha recitato a fianco di Rachel Bilson (che avrebbe dovuto essere la sua co-protagonista in Jumper) nel film indipendente Waiting for Forever. Recentemente è stato scritturato per Maestro, film basato sull'omonimo romanzo di Peter Goldsworthy, diretto da Catherine Jarvis. Nel 2012 ha recitato a fianco di Kristen Stewart, Sam Riley e Garrett Hedlund nel film On the Road, il quale è stato presentato in concorso al Festival di Cannes 2012. Nel 2013 ha interpretato il pittore John Everett Millais nel film Effie Gray - Storia di uno scandalo e ha fatto il suo debutto a Broadway recitando con Alec Baldwin nel dramma Orphans, per cui ha ricevuto una candidatura al Tony Award al miglior attore protagonista in un'opera teatrale.
Dopo aver recitato in Via dalla pazza folla nel 2014, nel 2015 è tornato sulle scene londinesi nel dramma di David Mamet American Buffalo, in cui ha recitato accanto a John Goodman e Damian Lewis; per la sua interpretazione ha ricevuto una nomination al Laurence Olivier Award al miglior attore non protagonista. Nel 2016 ha interpretato Enrico VI d'Inghilterra nella seconda stagione di The Hollow Crown, recitando dunque come protagonista dell'adattamento televisivo delle opere di Shakespeare Enrico VI parte 1, 2 e 3.
Nel 2017 è tornato a Broadway per interpretare il protagonista Winston in un adattamento teatrale del romanzo 1984 e ha recitato nei film Song to Song, 1918 - I giorni del coraggio e Mary Shelley - Un amore immortale, in cui ha interpretato Lord Byron. Nel 2019 ha recitato con Jake Gyllenhaal nel film Velvet Buzzsaw e nella pièce Sea Wall/A Life all'Hudson Theatre di Broadway, ricevendo una seconda candidatura al Tony Award al miglior attore protagonista in un'opera teatrale. Nel 2022 interpreta il protagonista Lord Morpheus nella serie televisiva di Netflix The Sandman.

### Vita privata
Dal 2011 al 2014 ha avuto una relazione con l'attrice Sienna Miller. Il 7 luglio 2012 è nata la loro figlia, Marlowe Ottoline Layng.

## Filmografia

### Cinema
- Favole (FairyTale: A True Story), regia di Charles Sturridge (1997)
- Vanity Fair - La fiera delle vanità (Vanity Fair), regia di Mira Nair (2004)
- La diva Julia - Being Julia (Being Julia), regia di István Szabó (2004)
- Brothers of the Head, regia di Keith Fulton e Louis Pepe (2005)
- Symbiosis - Uniti per la morte (Like Minds), regia di Gregory J. Read (2006)
- I Love Radio Rock (The Boat That Rocked), regia di Richard Curtis (2009)
- Waiting for Forever, regia di James Keach (2010)
- Junkhearts, regia di Tinge Krishnan (2011)
- On the Road, regia di Walter Salles (2012)
- Effie Gray - Storia di uno scandalo (Effie Gray), regia di Richard Laxton (2014)
- Via dalla pazza folla (Far from the Madding Crowd), regia di Thomas Vinterberg (2015)
- Song to Song, regia di Terrence Malick (2017)
- Mary Shelley - Un amore immortale (Mary Shelley), regia di Haifaa al-Mansour (2017)
- 1918 - I giorni del coraggio (Journey's End), regia di Saul Dibb (2017)
- Velvet Buzzsaw, regia di Dan Gilroy (2019)
- Madame Clicquot (Widow Clicquot), regia di Thomas Napper (2023)

### Televisione
- I viaggi di Gulliver (Gulliver's Travels), regia di Charles Sturridge – miniserie TV (1996)
- A Waste of Shame: The Mystery of Shakespeare and His Sonnets, regia di John McKay - film TV (2005)
- The Hollow Crown, regia di Dominic Cooke - miniserie TV (2016)
- Sweetbitter -serie TV, 2 stagioni (2018-2019)
- Irma Vep - La vita imita l'arte (Irma Vep) – miniserie TV, 3 puntate (2022)
- The Sandman – serie TV (2022-2025)

## Teatro
- Punk Rock di Simon Stephens, regia di Sarah Frankcom. Lyric Hammersmith di Londra (2009)
- Wastwater di Simon Stephens, regia di Katie Mitchell. Royal Court Theatre di Londra (2011)
- No Quarter di Polly Stenham, regia di Jeremy Herrin. Royal Court Theatre di Londra (2013)
- Orphans di Lyle Kessler, regia di Daniel J. Sullivan. Gerald Schoenfeld Theatre di Broadway (2013)
- The Trial, da Franz Kafka, adattamento di Nick Gill, regia di Richard Jones. Young Vic di Londra (2015)
- American Buffalo di David Mamet, regia di Daniel Evans. Wyndham's Theatre di Londra (2015)
- 1984, da George Orwell, adattamento e regia di Robert Icke. Hudson Theatre di Broadway (2017)
- Sea Wall/A life di Simon Stephens, regia di Carrie Cracknell. Public Theater dell'Off Broadway, Hudson Theatre di Broadway (2019)

## Premi e candidature
- Evening Standard Theatre Awards
  - 2009 - Candidato come miglior attore emergente per Punk Rock
- Critics' Circle Theatre Award
  - 2009 - Miglior stella emergente per Punk Rock
- Tony Award
  - 2013 - Candidato come miglior attore protagonista in un'opera teatrale per Orphans
  - 2020 - Candidato come miglior attore protagonista in un'opera teatrale per Sea Wall/A Life
- Outer Critics Circle Award
  - 2013 - Miglior attore non protagonista in un'opera teatrale per Orphans
- Theatre World Award
  - 2013 - per Orphans
- Laurence Olivier Award
  - 2016 - Candidato come miglior attore protagonista in un'opera teatrale per American Buffalo
- Lucille Lortel Award
  - 2019 - Candidato come miglior attore protagonista in un'opera teatrale per Sea Wall/A life

## Doppiatori italiani
Nelle versioni in italiano delle opere in cui ha recitato, Tom Sturridge è stato doppiato da:
- Stefano Crescentini in Symbiosis - Uniti per la morte, Effie Gray - Storia di uno scandalo, The Sandman
- Emiliano Coltorti ne La diva Julia - Being Julia, Mary Shelley - Un amore immortale
- Alessandro Campaiola in Velvet Buzzsaw, Madame Clicquot
- Simone Veltroni in I Love Radio Rock
- Nanni Baldini in On the Road
- Simone D'Andrea in Via dalla pazza folla
- Raffaele Carpentieri in Song to Song
- Davide Capone in 1918 - I giorni del coraggio